# Homolje
Homolje je manje geografsko područje u istočnoj Srbiji jasno ograničeno planinskim vijencima sa svih strana. Od Zvižda na sjeveru odvajaju se Homoljske planine (940 m), od Resave na jugu vijenac Beljanice (1027 m), od ravničarske donje Mlave, a na zapadu niske Gornjačke planine (825 m). Ovako uokvirena geomorfološka cjelina sastoji se iz dva dijela: Žagubičke kotline na istoku i Krepoljinsko-krupajske kotline na zapadu, između kojih je beljaničko-homoljska prečaga.
Zbog velike odvojenosti i nepristupačnosti, Homolje je u stara vremena služilo kao „zbijeg”. Za razliku od nesigurnih starih vremena kada je u Homolju vladala hajdučija i kada se moralo daleko zaobilaziti, centralno mjesto ovog područja u regionalnom kompleksu istočne Srbije, predodredilo joj je, u sadašnjem vremenu, vrlo povoljan geografski položaj.
Dolinom Mlave povezano je s plodnom donjom Mlavom i Stigom, preko prijevoja na Crnom vrhu sa Crnorečkom kotlinom i Timočkim bazenom, preko nižih dijelova Homoljskih planina i doline Peka sa Zviždom i Porečom, a preko obronka zapadne Beljanice s Resavom. Međutim, ovako pogodne prirodne pogodnosti ne samo da su nedovoljno iskorištene, već je evidentno i gubljenje postojećih prometnih funkcija. Osnovni razlog ovakvog stanja je nedostatak kvalitetnih puteva, kao i loše održavanje postojećih. Zbog toga Homolju peti opasnost da postane prometni „otok ” koje će se zaobilaziti kao i ranije.
U hidrološkom smislu Homolje pripada gornjem slivu rijeke Mlave, koja teče njegovim središnjim dijelom i predstavlja hidrografsku okosnicu cijelog područja.
U administrativnom pogledu Homolje skoro u potpunosti pripada općini Žagubica, s izvesnim odstupanje. bilo od jedne ili druge cjeline.
Teritorij Homolja ima izgled nepravilnog pravokutnika uspostavljenog u pravcu istok-jugoistok-zapad-sjeverozapad dužine oko 35 km, i najveće širine 26 km.
U administrativno-političkom pogledu, općina Žagubica graniči s općinama: Petrovac, Despotovac, Bor, Majdanpek i Kučevo.

## Vanjske poveznice
- Zvanična stranica opštine Žagubica  Arhivirana inačica izvorne stranice od 27. studenoga 2014. (Wayback Machine)
- OŠ "Jovan Šerbanović" Krepoljin  Arhivirana inačica izvorne stranice od 25. listopada 2013. (Wayback Machine)
- HOMOLJE OAZA NEDIRNUTE PRIRODE